# Plus vite que la musique
Plus vite que la musique est une émission télévisée hebdomadaire diffusée sur les chaînes du groupe M6 (M6 Music, W9, M6, MCM) depuis 1996. Présentée par plusieurs animateurs qui se sont succédé au fil des ans : Christophe Crénel , Hélène Noguerra , Lorène Cazals , Gaël Leforestier ...
Elle traite de l'actualité de la musique en quelques minutes à travers reportages, extraits et interview avec les artistes.

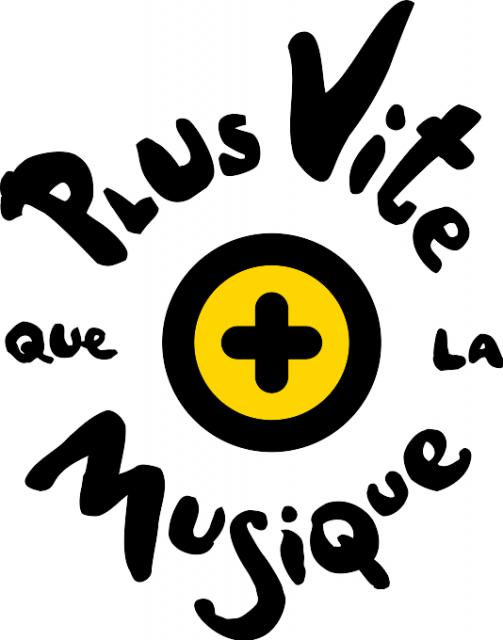